# Szomáliföld
Szomáliföld vagy hivatalosan a Szomáliföldi Köztársaság (szomáli: Jamhuuriyadda Soomaaliland) de facto állam a Szomáli-félszigeten, amelyre nemzetközileg de jure Szomália részeként tekintenek. Északnyugatról Dzsibuti, nyugatról Etiópia, délkeletről Szomália határolja. Északról az Ádeni-öböllel határos. 
A félsivatagos terület a szomáliai diktátor, Sziad Barre hatalmának 1991-es megdöntése után kiáltotta ki függetlenségét. A függetlenségét hivatalosan a 2010-es évekig egyetlen ENSZ-tagállam vagy nemzetközi szervezet sem ismerte el.
A Magyarországnál majdnem kétszer nagyobb terület önálló államként bár nemzetközileg nem elismert; működő politikai rendszere, kormányzati intézményei, rendőrsége és saját pénzneme van.

## Az ország neve
Szomáliföld-nek vagy Somaliland-nak a brit adminisztráció 1884-es kezdetén nevezték el a területet. Még a szomáli nyelv is átvette az európai eredetű land (föld) nevet, ezért az ország neve szomáli nyelven is Soomaaliland, jóllehet az angol land megfelelője szomáliul dəl lenne. 1991-ben, egy Burao városában tartott konferencián azt javasolták, hogy az ország vegye fel a Puntföld nevet, jóllehet ugyanígy hívják a Szomálifölddel keleten határos másik szomáli régiót is. A másik javaslat, hogy az ország neve legyen Sankarún (Shankaroon), amelyben a szomáli öt számnév van, utalva arra, hogy Szomáliföld Szomália ötödik nagy régiója.

## Földrajz

Domborzati térkép

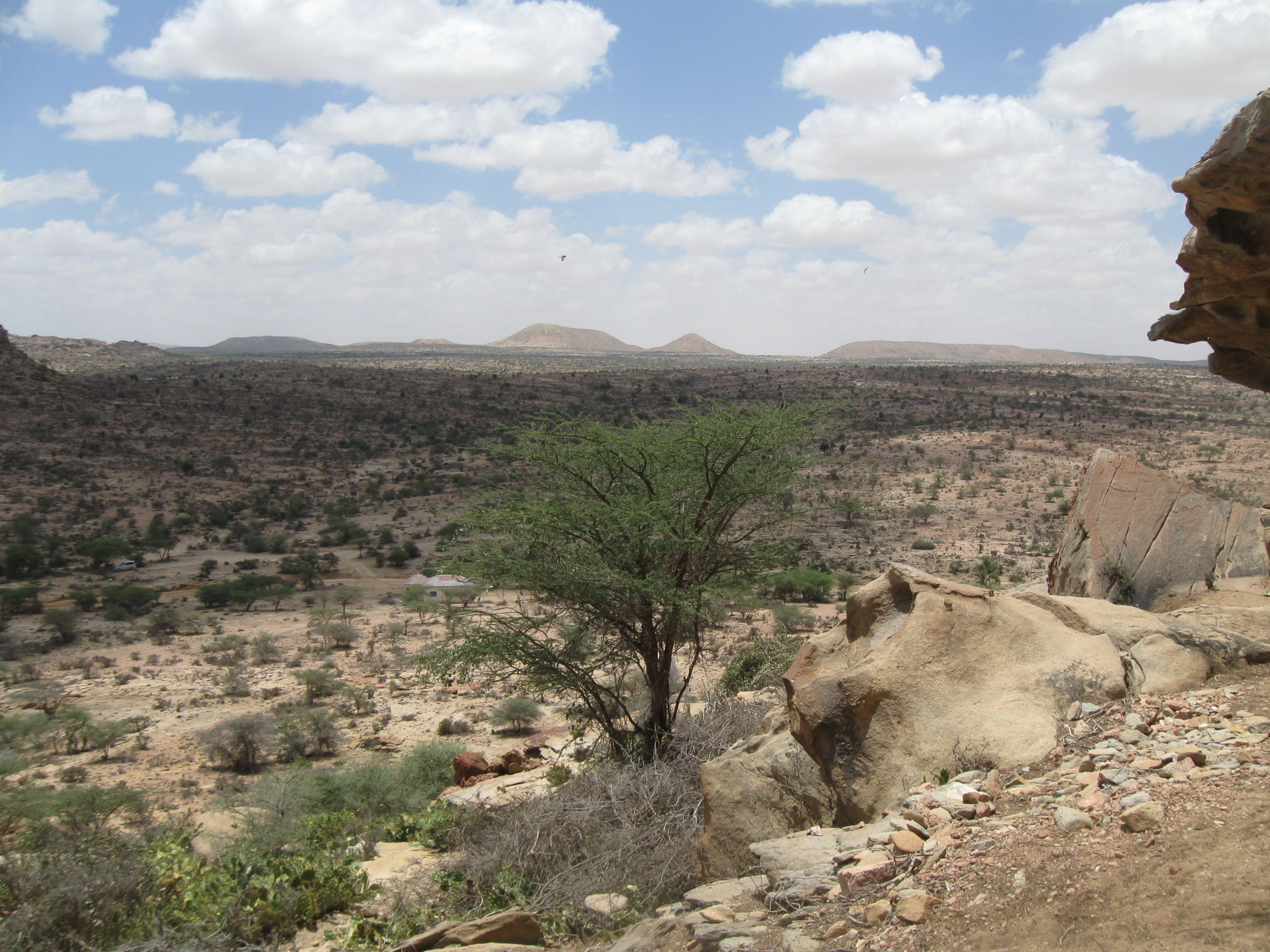
Tájkép

### Domborzat
Afrika szarván, az Ádeni-öböl déli partján fekvő ország területének nagy részét 2000 métert is meghaladó hegyvidék, az Ogo-magasföld alkotja. A keskeny partvidék, a Guban terméketlen, bozótos terület.

### Éghajlat
Éghajlata trópusi monszun típusú.
Ennek ellenére az országban négy évszak van. Áprilistól júniusig tart az esős évszak, azt követi júliustól szeptemberig egy száraz évszak, majd októberben és novemberben újabb esős időszak következik, míg végül decembertől márciusig száraz időszak tart.
A csapadék 100 és 500 mm/év között váltakozik, kivéve egyes vidékeket, ahol eléri a 900 mm/év értéket is. A fővárosban, Hargeysában a csapadékátlag 400 mm/év.
Leghidegebb hónap december, amikor 15 °C-26 °C között váltakozik, míg júniusban, a legmelegebb hónapban az átlag 26 °C-32 °C között van.

### Élővilág, természetvédelem
A viszonylag csapadékos területeken szavanna alakult ki, gazdag élővilággal. Él itt nagy kudu és kis kudu, vaddisznó, szomáliai vadszamár, varacskosdisznó, antilop, szomáli juh, vadkecske, teve, oroszlán, gepárd, karakál. Sokféle madár és hal található Szomáliföldön.

## Történelem
A 19. században Nagy-Britannia védelmi szerződést kötött az ország északi részén élő törzsekkel, majd az így megszerzett területeket, Zeilát, Berberát, Bulhart 1887-ben Brit Szomáliföld néven protektorátusává nyilvánította. A második világháború idején a fasiszta Olaszország megszállta a teljes Szomáli-félszigetet, de az angolok visszafoglalták, és 1950-ig Olasz Szomáliföld is brit katonai közigazgatás alatt állt. Brit Szomáliföld 1960. június 26-án vált függetlenné, majd néhány nappal később az olasz terület is, és a két országrész egyesülésével 1960. július 1-jén kikiáltották a Szomáliai Köztársaságot.
Sziad Barre diktatúrája miatt a területen már 1981-ben háború robbant ki, de csak az 1991-ben kitört szomáliai polgárháború tette lehetővé egykori Brit Szomáliföld elszakadását az ország többi részétől, amelyben Szomália gyakorlatilag teljesen szétesett. A harcok az 1987 és 1989 között elkövetett szomáliföldi népirtásban csúcsosodtak ki, amikor, amit a Barre-rezsim az iszak törzs ellen hajtott végre. A tömeggyilkosságoknak a legalacsonyabb becslések szerint 50-100, míg a legnagyobbak szerint 200 ezer halottja is lehetett.
1991. május 17-én Szomáliföld felmondta a volt Olasz Szomálifölddel való egyesülést, visszaállították az ország 1960-as függetlenségét, és kikiáltották a Szomáliföldi Köztársaságot, amelynek területét szinte teljesen elkerülte a polgárháború. Szomáliföldet 2020-ig egy ország sem ismerte el diplomáciailag, azonban a helyzetben változás látszik beállni 2024 óta, mivel a tengerparttal nem rendelkező Etiópia, amelynek Szomáliával ismét feszült a viszonya, hajlandónak mutatkozik elismerni az eddig csak de facto államot, bár ez a közeledés tovább rontja a Szomáliával való feszültséget. Időközben az Amerikai Egyesült Államok is állást foglalt a kérdésben Szomáliföld javára, amelynek vélhető oka a Szomáliában tapasztalható egyre erősebb kínai befolyás. Az amerikai diplomáciával szemben a kínai diplomácia kiáll Szomália területi integritása mellett. Törökország közreműködésével Etiópia 2024 végén elállni látszott korábbi szándékától, miután Szomália ígéretet tett, hogy hozzáférést nyújt a tengerhez.

## Államszervezet és közigazgatás

### Alkotmány, államforma
A terület köztársaság. Elnöki rendszer működik, mely vegyíti a nyugati parlamentáris demokráciát és a hagyományos klánrendszert. A köztársasági elnököt és helyettesét a nép öt évre közvetlenül választja általános és titkos választásokon. 

### Törvényhozás, végrehajtás, igazságszolgáltatás
Szomáliföld törvényhozása két kamarából áll. Az alsó kamarát (Képviselők Háza, 82 tag) a nép öt évre közvetlenül választja általános és titkos választásokon. A felső kamarát (Vének Háza, 82 tag) pedig a klánok választják. Mindkét kamara mandátuma öt évre szól.
A köztársasági elnök a végrehajtó hatalom feje, kormánya tagjait ő nevezi ki, azonban a kinevezéseket a parlamentnek is jóvá kell hagynia.

### Politikai pártok
Az országban három fő politikai párt működik: Kulmiye, UCID, UDUB. 
A három politikai párt elsősorban nem politikai különbségek mentén szerveződött, hanem a három fő szomáliföldi klánt (Darod, Dir, Ishaaq) képviselik.

### Közigazgatási beosztás

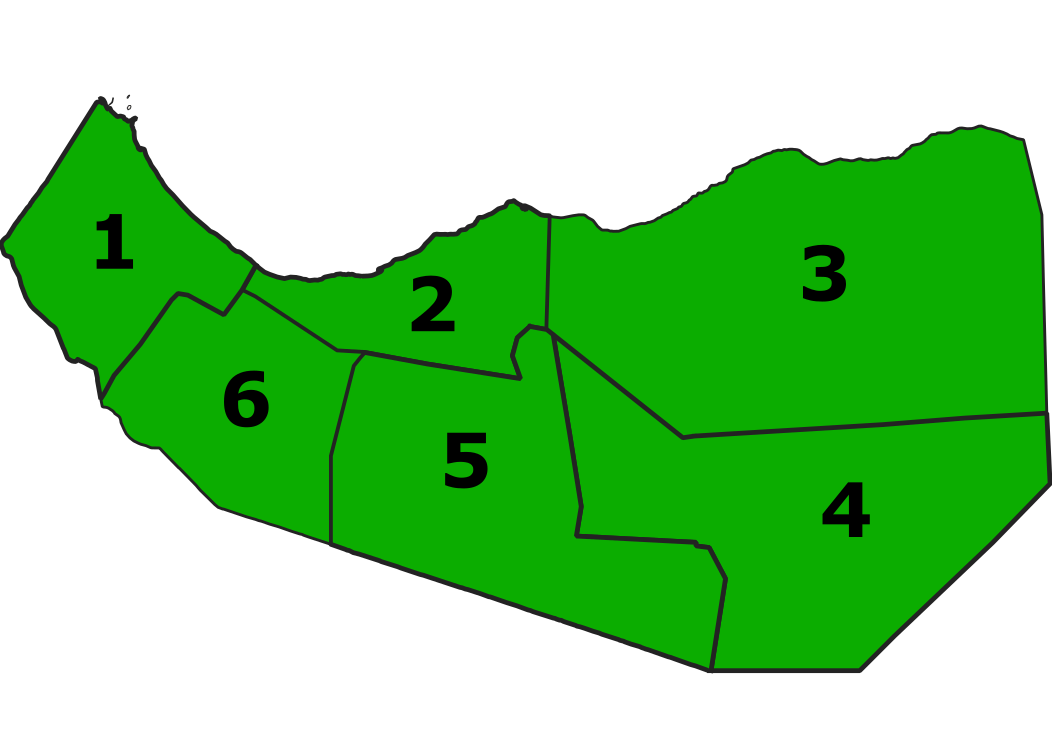
Szomáliföld régiói

Az országot hat régió alkotja:
| Szám a térképen | Régió           | Székhely    |
| --------------- | --------------- | ----------- |
| 1               | Awdal           | Borama      |
| 2               | Saaxil          | Berbera     |
| 3               | Sanaag          | Erigavo     |
| 4               | Sool            | Laascaanood |
| 5               | Togdheer        | Burao       |
| 6               | Woqooyi Galbeed | Hargeysa    |

### Nemzetközi státusz
Bár 1991. május 17-én kimondott függetlensége óta Szomáliföld bizonyult a szomáliai térség egyetlen stabilan működő államának, szemben Szomáliával, ahol immár közel három évtizede a gyakorlatban nem működik központi hatalom, a nemzetközi közösség mind a mai napig nem ismerte el Szomáliföldet. A nemzetközi közösség Szomáliföldet továbbra is hivatalosan Szomália részének tekinti. A szintén nem elismert Tajvan elismeri Szomáliföldet, mint önálló államot.
Hivatalos elismerés hiányában, Szomáliföld diplomáciai képviseletek helyett "érdekképviseleti irodákat" tart fenn külföldön. Eleinte 5 országban működött ilyen szomáliföldi képviselt: Dzsibuti, Egyesült Királyság, Etiópia, Olaszország, USA. Későbbi további országokkal egészültek ki: Izrael, Egyesült Arab Emírségek, Pakisztán, Tanzánia, Dánia, Dél-afrikai Köztársaság, Kenya és Törökország.

### Az emberi jogok helyzete
A nemzetközileg nem elismert Szomáliföld alkotmányának első fejezetének harmadik része szól az emberi jogok védelméről, azonban az Amnesty International bírálja a de facto államot a halálbüntetés alkalmazása, s vitatott fogvatartások, valamint eljárások kapcsán.
2007 januárjában rágalmazás címén őrizetbe vették a helyi Haatuf című újság szerkesztőjét és több újságíróját, mivel cikkeikben az akkori elnök, Dahir Riyale Kahin és családjának korrupciós ügyeiről írtak. Emigránsok és a helyi média nyomására 86 nap elteltével végül szabadon engedték őket. Gyakori viszont, hogy más újságírókat is, akik a korrupcióval foglalkoznak, igyekeznek ilyen vagy ehhez hasonló módon megfélemlíteni.
Etiópia nem ismeri el Szomáliföldet, viszont Szomáliföld valószínűleg az etióp kormány mellett áll az ogadeni szeparatisták ellen. A kormány etióp kérésre kiszolgáltatott olyan ogadeni és szomáliai menekülteket is, akiket azzal gyanúsítanak, hogy az Ogadeni Nemzeti Felszabadítási Front vagy az Oromo Felszabadítási Front támogatói lennének. Emberjogi szervezetek szerint súlyos visszaélések várhatnak az ilyen kiadott személyekre Etiópiában.
2009-ben a Freedom House a következő emberjogi aggályokat és problémákat nevezte meg Szomáliföldön: korrupció, újságírók üldözése és zaklatása, más vallású missziók tiltása, nyilvános tüntetések betiltása, jogszerű eljárás hiánya, elhúzódó fogvatartás, gyenge igazságszolgáltatás és a női nemi szervek megcsonkítása. A véleménynyilvánítás szabadságát illetően Szomáliföldön szigorúan tilos szóba hozni, illetőleg kampányolni a Szomáliával történő újra egyesülésért, továbbá nem lehet szomáliai nemzeti zászlót kitenni vagy viselni.

## Népesség

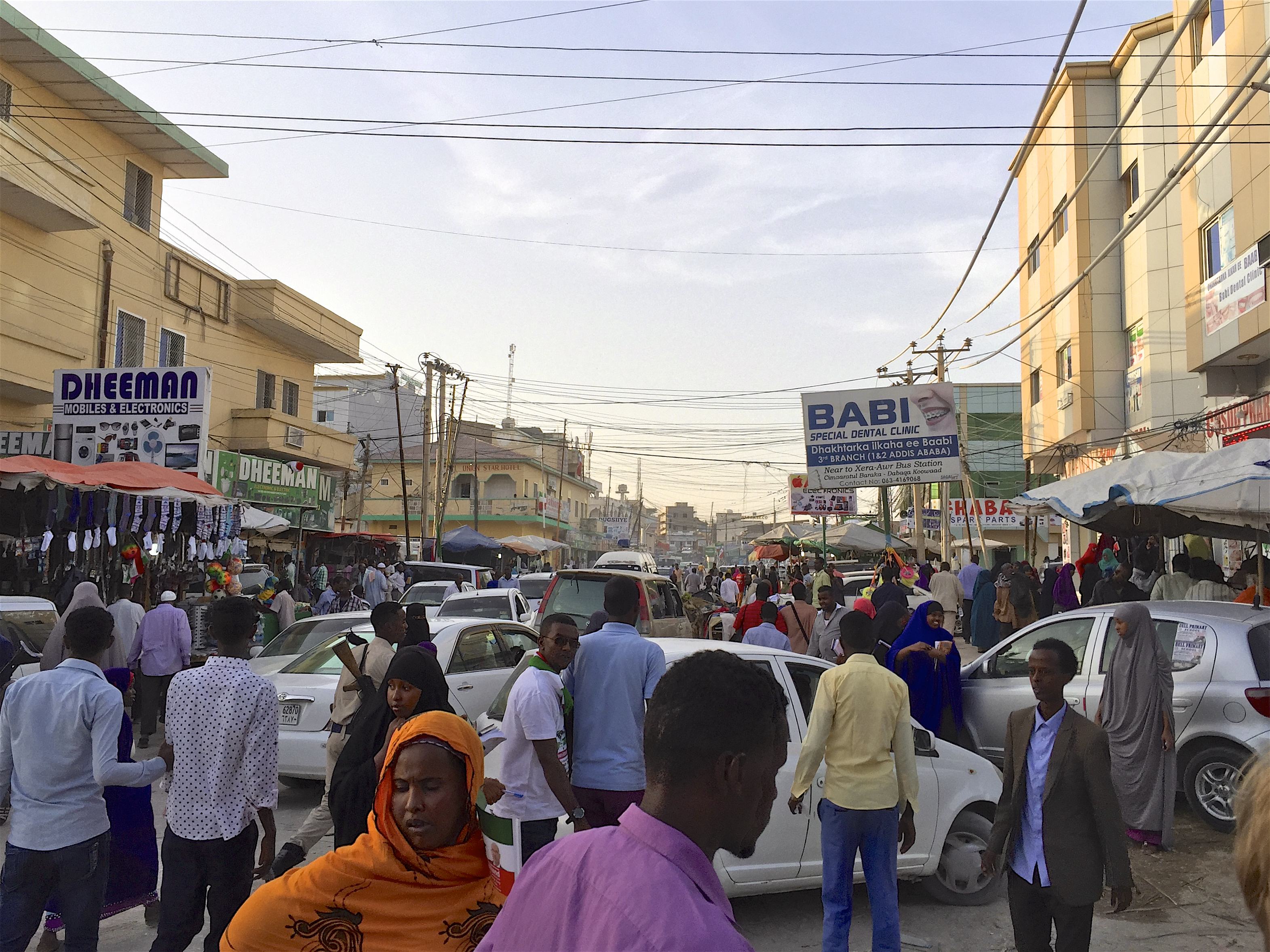
Utcakép Hargeiszában

### Általános adatok
- Népesség: 6,2 millió [24] (2024 becslés)
- Népsűrűség: kb. 28 fő/km²

### Legnépesebb városok
A legnépesebb város a főváros, Hargeysa kb. 450 000 fő lakossággal. További nagyobb városok: Burao, Borama, Berbera, Erigabo és Las Anod.

### Etnikai, nyelvi, vallási megoszlás

#### Népek
Az ország etnikailag gyakorlatilag homogén, a lakosok 97%-a szomáli. Ezen kívül 2% amhara kisebbség és 1% egyéb nemzetiség van Szomáliföldön.

#### Vallás
A szunnita iszlám vallás az államvallás, szinte minden lakos ezt a vallást követi. Más vallások gyakorlása elvileg szabad, azonban tiltott a misszionáriusi tevékenység.

#### Nyelv
Szomáliföld legfőbb nyelve a szomáli. További két gyakori nyelv az arab, angol. A szomáli nyelvet 1972 óta latin betűkkel írják. 
A 2001-es alkotmány 6. cikke Szomáliföld hivatalos nyelveként a szomáli nyelvet jelöli ki.  Az arab kötelező tantárgy az iskolákban, és a régió mecseteiben is használják, az iskolákban gyakran beszélnek és tanítanak angolul is.

## Gazdaság

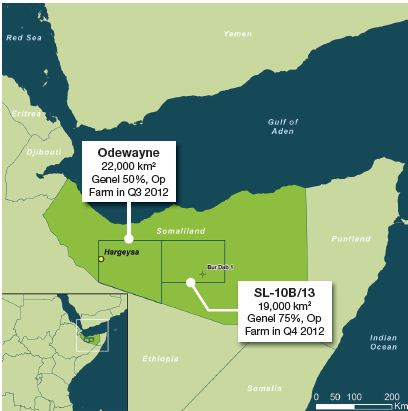
Olajlelőhelyek Szomáliföldön

A gazdasági helyzet a 2020-as évek közepén sem túl rózsás, az egyik fő megélhetési forrás az állattartás és a mezőgazdaság, amely túlnyomóan nomád pásztorkodást jelent, a lakosság jelentős része foglalkozik ezzel. Az élő állatok az ország fő exportcikke (2020-as évek eleje), amelyet a szomszédos Dzsibutiba és Etiópiába, valamint a Perzsa-öböl menti államokba szállítanak. Szomáliföld további, egyik legfőbb bevételét a külföldön dolgozók hazautalása jelenti.
Jelentős ásványkincsvagyonnal (kőolaj, földgáz, gipsz, kvarc, lignit, ólom, arany, kén stb.) rendelkezik, de az infrastruktúra hiánya miatt a bányászatuk korlátozott mértékű.
Bár hivatalosan a szomáliföldi shilling a hivatalos fizetőeszköz, ugyanakkor a vállalatok szigorúan csak amerikai dollárban számolják el költségeiket, illetve fogadnak el pénzt. Az elmúlt időszak során a shilling árfolyama elinflálódott, ezért a mindennapi élethez szükséges dolgok megvásárlásához is rengeteg papírpénzt kellene egy-egy embernek magával cipelnie. Ennek kiváltására a mobiltelefonok segítségével különböző alkalmazásokon keresztül intézik a szomáliföldiek mindennapos pénzmozgásaikat. Ezáltal 2017-ben a világ egyik vezető államává lépett elő ez az el nem ismert terület a mobilos fizetés terén. A mobilos fizetések miatt a készpénz gyakorlatilag kiszorult a fizetőeszközök piacáról.

## Közlekedés
Vasút nincs. Közutak hossza: 1746 km, de ennek csak kis része burkolt, nagyobb része földút. Az országban 2 repülőtér és 3 kikötő van.
Hargeysa: nemzetközi repülőtér, Berbera: repülőjáratok a közeli országok felé.
Hargeysa és a nagyobb települések között (Berbera, Borama, Sheekh és Burao) létezik buszközlekedés, illetve négykerék meghajtású (4WD) autóval lehet közlekedni Zeila és Sanaag régiók felé.

## Kommunikáció

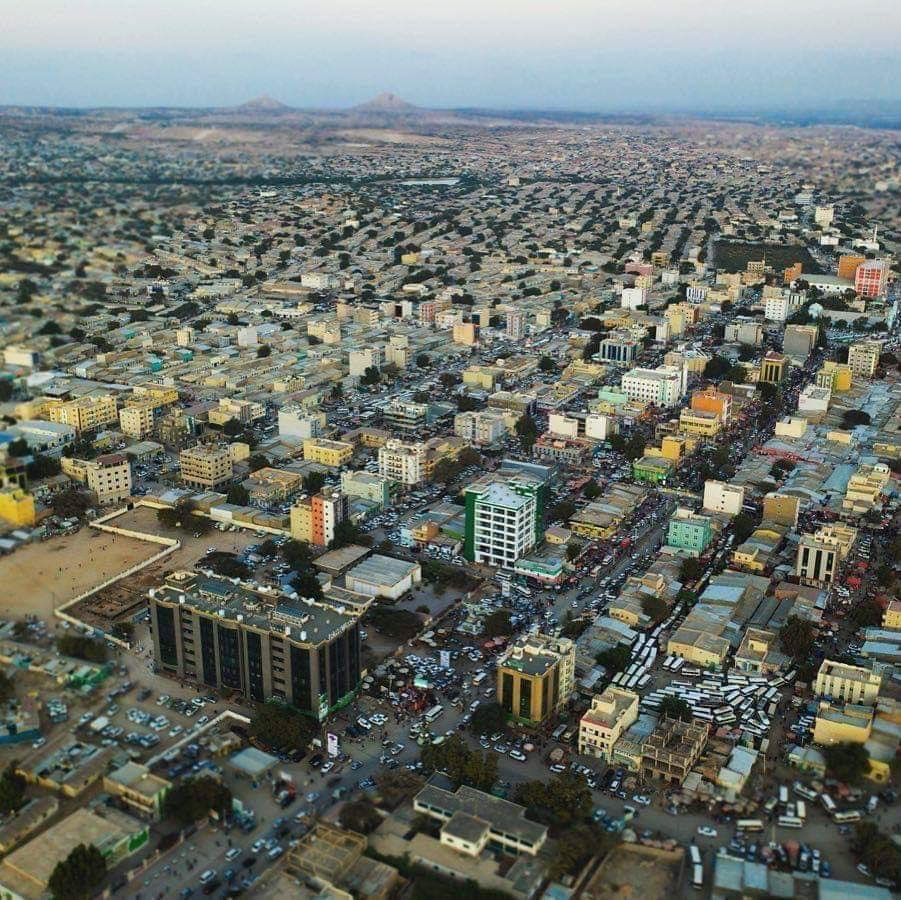
Hargeysa légifelvételen

A nagyobb városokban internetkávézók találhatók, továbbá a szállodák is biztosítanak wi-fi hozzáférést a szállóvendégeknek.

## Kultúra

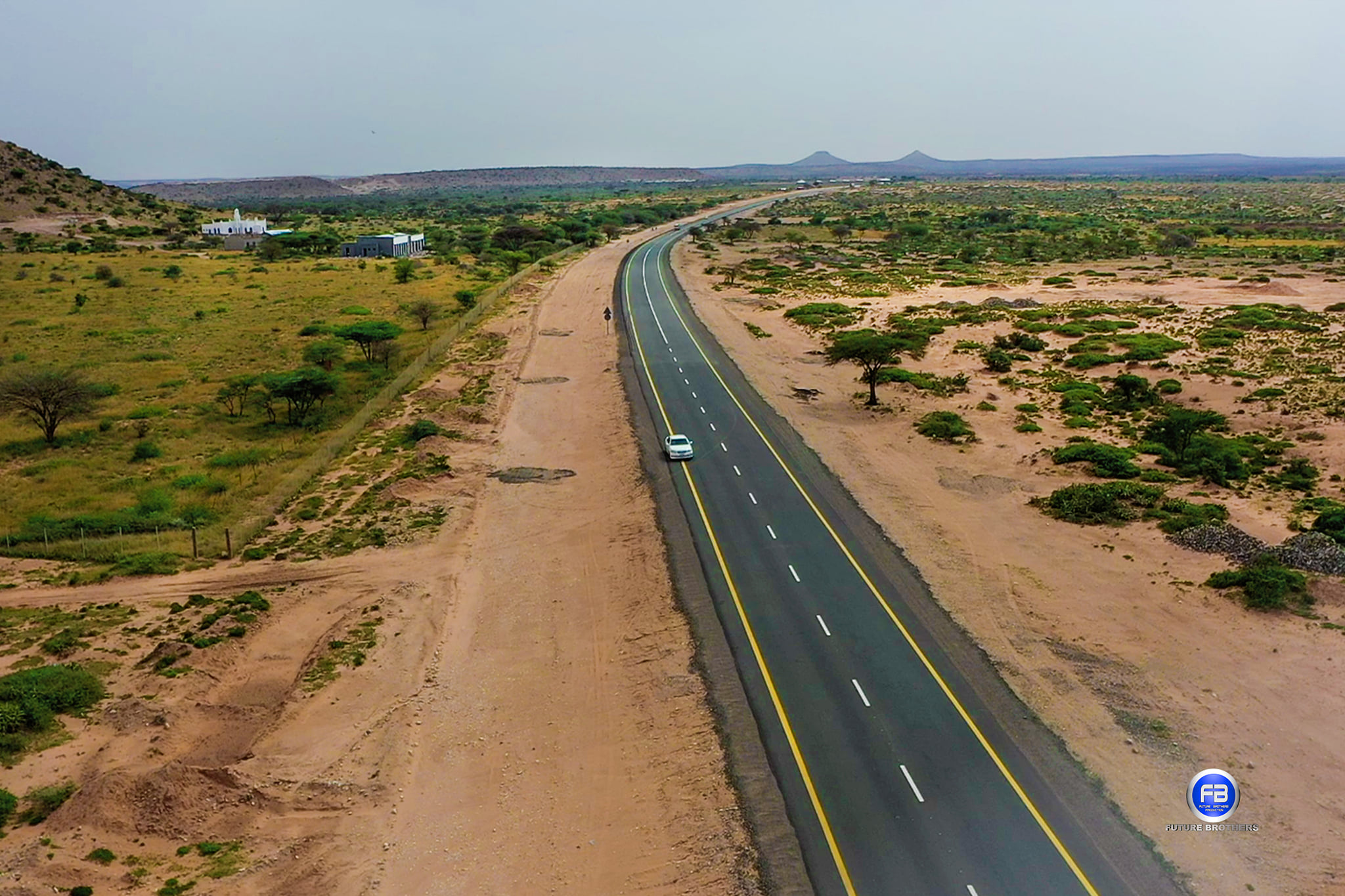
Berbera, országút

### Oktatási rendszer
Az országban állami és magániskolák is működnek. Az oktatás szervezéséért és irányításáért az Oktatásügyi és Tudományos minisztérium a felelős, amely ellenőrzi az állami iskolákat, a magániskolákban pedig tanácsadói szerepet tölt be. A minisztérium munkáját a szomáliföldi köztársaság alkotmánya, a nemzeti oktatási törvény, a nemzeti alkotmányos törvények és a köztársasági elnök rendeletei szabályozzák.
Az oktatás alapfokon, alternatív fokon, középfokon vagy szakképzés keretében és felsőfokon történik Szomáliföldön. Az általános iskolát megelőzően van iskola-előkészítő program, amely két-három évig tart. Az általános iskola nyolc osztályos, amely két, egyenként négyéves ciklusra (alap- és felsőfokúra) oszlik. A középfokú oktatás és szakképzés is négyéves. Az arab nyelvű középfokú iskolákban viszont három évet tanulnak, az általánosban már kilencet. Mindkét rendszer harmadlagos szintje legalább két év, sok pedig négy évig zajlik.

### Művészetek
Az iszlámot és a költészetet a szomáli kultúra alapjaként jellemzik. Szinte minden ember szunnita muszlim és az iszlám létfontosságú a nemzeti identitástudat szempontjából.
A kultúra fontos művészeti formája a hennadíszítés. A lányok és a nők általában hennaporral díszítik a kezüket és lábukat olyan ünnepi eseményeken, mint az Eid vagy az esküvők.

### Gasztronómia
A reggeli hagyományosan egy lapos kenyérféléből, a lahohból áll, hozzá esznek májat, kétszersültet, babot, gabonapelyhet, köles- vagy kukoricakását. Az ebéd lehet egy rizs, hús, tészta és mártás keverékéből összeállított fogás. Ebédhez esznek még egy levesfélét, a maraq-ot, amely zöldségből, babból és húsból készül, melléje laposkenyerét, vagy pitát adnak. A nap folyamán még esznek könnyebb fogásokat, mint babot, zab- vagy kukoricapogácsát, illetve salátákkal töltött laposkenyeret.

### Társadalom
A homoszexualitást – hagyományosan, vallási és jogi szempontból – szigorúan elítélik, és abszolút tabutéma.
A legtöbb szomáliai azonban ebben a régióban a hagyományos iszlám öltözködést részesíti előnyben, míg egy kisebbség a nyugati stílusú ruházat viselése mellett dönt. 

### Szokások, illemtan
A háztartásokban és számos étteremben étkezés előtt hoznak egy kancsó vizet és lavórt, és azzal leöblítik a vendégek kinyújtott kezét.
Étteremben is előfordul, hogy idegeneket invitálnak meg a terített asztalhoz, amit illik elfogadni és egy falatot enni.
- Egy kis ajándékot illik vinni, ha valakit meghívtak valakinek az otthonába egy étkezésre. A sütemények vagy a virágok jó választásnak bizonyulnak a városi területeken, míg vidéken a cukor, a kávé és a gyümölcs tökéletes ajándék.
- Evéshez csak a jobb kezet szabad használni. Ennek vallási okai vannak, tehát nem illik rákérdezni. A bal kéz (más muszlim országokhoz hasonlóan) csak a személyes higiéniára van fenntartva. A bal kezet szorosan az asztal alá dugva illik tartani az étkezés alatt.
- Csak a tálca saját oldaláról vesznek az ételből; a tálca mások előtt lévő felébe eső nyúlkálás udvariatlanságnak számít.
- Étkezés után hagyni kell némi maradékot a tányéron. Ez a bőségre való utalás jelzése. Ennek elmulasztását néha úgy tekintik, mintha éhes maradt volna az illető.
- Étkezés után szabad piszkálni a fogakat. Az éttermekben ehhez általában fogpiszkálót biztosítanak.

- Nem illik megijedni a gursa hagyománya miatt, amikor valaki (általában a házigazda) kiválasztja a legfinomabb falatot, és egyenesen a vendég szájába teszi. Az ételt úgy kell elvenni, hogy az ajkak nem érintkeznek az illető ujjaival, és nem szabad hagyni, hogy az étel ügyetlenségből leessen. Ez a nagy barátság vagy ragaszkodás jele, és általában legalább kétszer adják (az egyszeri alkalom balszerencsét hoz). A gursa visszautasítása sértés a felajánlóval szemben.
- Az ételt nem szabad visszatenni a tányérra – az oldalára sem. Jobb, ha az asztalra vagy a padlóra dobni, vagy szalvétában tartani.
- Megérinteni a szájat vagy megnyalni az ujjakat nem illik.
- Étkezéskor túlságosan megtölteni a szájat illetlenség és udvariatlanságnak számít.

## Ünnepek
Állami ünnepek:
| Dátum      | Ünnep                                  |
| ---------- | -------------------------------------- |
| május 1.   | A munka ünnepe                         |
| május 18.  | A függetlenség napja                   |
| május 19.  | A függetlenség napja                   |
| június 26. | A függetlenség visszaállításának napja |

Egyéb hivatalos ünnepek:
- Mohamed próféta születésnapja (a muzulmán holdnaptár szerint, 2008-ban március 20-ára esett)
- Mohamed próféta mennybemenetelének napja (a muzulmán holdnaptár szerint)
- a Ramadán utolsó napja (a muzulmán holdnaptár szerint, 2008-ban október 1-jére esik)
- Áldozati ünnep (a muzulmán holdnaptár szerint, 2008-ban december 8-ára esik)
- Újév (a muzulmán holdnaptár szerint, 2008-ban december 29-ére esik)

## Turizmus

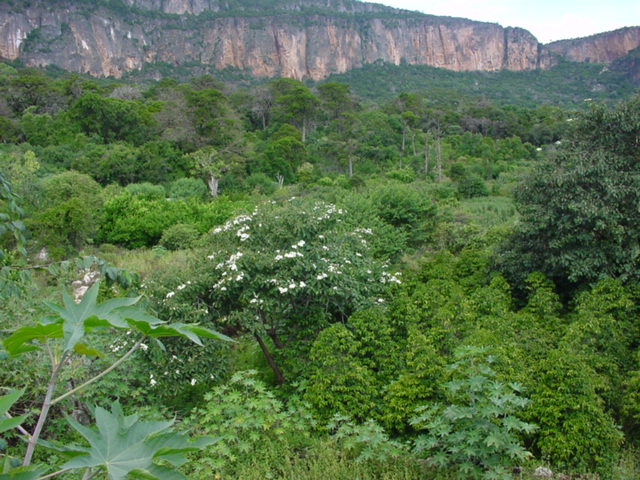
A Calmadow hegység erdejei

Szomália turizmusa pillanatok alatt összeomlott, mikor 1991-ben kitört a polgárháború. Amikor Szomáliföld kinyilvánította önállóságát az általa ellenőrzött területen a turizmus újból beindult.[forrás?] Az országban számos történelmi hely van, így a fővárosban Hargeysában vagy pedig a Zeila környéki régészeti lelőhelyeken. Berbera népszerű a strandjairól. Természeti szépségei közé tartozik a Calmadow hegység, ahol lehetőség van kalandturizmusra.
A turistáknak előbb Dzsibutiba kell utazniuk ahhoz, hogy Szomáliföld területére lépjenek. A tenger felőli megközelítés a kalózok miatt nem lehetséges. Keleten a puntföldi határon gyakoriak a fegyveres incidensek, ezért onnan megközelíteni az országot szintén nem tanácsos.

### Látnivalók
- Las Geel sziklafestményei: Ezt a rejtélyes lelőhelyet csak a helyiek ismerték 2002 végéig, amikor egy francia régészcsoport terepmunkát végzett Szomáliföldön. Sziklarajzok sokasága látható itt, amelyek mind gazdag összetettségükkel, mind hihetetlen megőrzési állapotukkal lenyűgözőek. A helyszín könnyen megközelíthető Hargeysából.
- Berbera: Berbera egzotikus város. Bár Hargeysától mindössze 150 km-re keletre fekszik, ez a tengerparti város nagyban különbözik a fővárostól. A város történelme, éghajlata, építészete és hangulata mintha egy másik világból érkezett volna. Bár felújításra szorulnak, de a városközpontban található különböző történelmi épületek, valamint a kikötőben álló nagy teherhajók sajátos jelleget kölcsönöznek a városnak. Berbera több kilométernyi elhagyatott stranddal büszkélkedhet, amelyek kiválóan alkalmasak úszásra, pihenésre.
- Daallo-erdő: Kelet-Afrika egyik utolsó határvidéke, Sanaag Szomáliföld legnagyobb, legritkábban lakott és legkevésbé fejlett tartománya. Az odaút a fővárosból egy fárasztó 4WD túrát jelent. A Daallo-erdő bőséges vadvilágáról híres. Az erdőn átkelve egy kilátóhoz lehet érni a hegyoldal szélén, ahonnan lenyűgöző kilátás nyílik a völgybe.